# Camp Saut Tigre
Le Camp Saut Tigre, également connu sous les noms de Camp de Saut du Tigre ou bagne annamite de Saut Tigre, est un ancien camp pénitentiaire du bagne de la Guyane française situé sur le territoire de la commune de Sinnamary, le long du fleuve du même nom, en Guyane. C'est l’un des trois établissements pénitentiaires spéciaux (EPS) de Guyane (avec le Camp La Forestière situé à Apatou et le Camp Crique Anguille situé à Montsinéry-Tonnegrande).
Le camp, ouvert entre 1933 et 1939, est destiné à l'incarcération de détenus indochinois, d'où son nom de bagne annamite.

## Histoire
À partir de 1932, le camp fait partie des sites utilisés, avec le camp Crique Anguille et le bagne de Saint-Laurent-du Maroni, pour incarcérer des prisonniers politiques indochinois condamnés pour s'être révolté contre l'autorité coloniale en Indochine française,,.

## Description
Le camp est installé sur les rives du fleuve Sinnamary.